# Mối tình kỳ lạ
Mối tình kỳ lạ (Hindi: इस प्यार को क्या नाम दूं?, Iss Pyaar Ko Kya Naam Doon?, tạm dịch: Nên đặt tên mối tình này là gì?) là một bộ phim truyền hình Ấn Độ phát sóng từ thứ hai đến thứ sáu trên Star Plus từ 6 tháng 6 năm 2011 đến 30 tháng 11 năm 2012  (tại Việt Nam được phát sóng trên kênh HTV3 vào lúc 20:00 Thứ hai - thứ năm hàng tuần). Bộ phim xoay quanh giữa cặp đôi drama Arnav Singh Raizada (Barun Sobti) và Khushi Kumaari Gupta (Sanaya Irani).
Phần hai phim mang tên Iss Pyaar Ko Kya Naam Doon?...Ek Baar Phir (tạm dịch: Một lần nữa...  nên gọi mối tình này là gì?) bắt đầu chiếu từ 26 tháng 8 năm 2013 với sự tham gia của Avinash Sachdev (Shlok Agnihotri) và Shrenu Parikh (Aastha Shlok Agnihotri).

## Phân vai
- Barun Sobti vai Arnav Singh Raizada (2011-2012)
- Sanaya Irani vai Khushi Kumari Gupta Singh Raizada (2011-2012)
- Akshay Dogra vai Akash Singh Raizada (2011-2012)
- Deepali Pansare vai Payal Gupta Singh Raizada (2011-2012)
- Abhaas Mehta vai Shyam Manohar Jha (2011-2012)
- Daljeet Kaur Bhanot vai Anjali Shyam Jha (2011-2012)
- Sanjay Batra vai Shashi Gupta
- Tuhinaa Vohra/Pyumori Mehta vai Garima Shashi Gupta
- Abha Parmar vai Madhumati Gupta
- Jayshree T. vai Devyani Raizada
- Utkarsha Naik vai Manorama Raizada

## Giải thưởng
Tại Star Parivaar Awards 2012  phim giành được giải:
- Favorite Naya Sadasya (Nam) - Arnav Singh Raizada
- Favourite Jodi - Arnav and Khushi
- Favourite International Jodi - Arnav and Khushi
- Favourite Mazedar Sadasya - Manorama Singh Raizada
- Favourite Dushman - Abhaas Mehta
- Most Stylish Sadasya Award - Arnav Singh Raizada

Tại The Global Indian Film and TV Honours 2012 phim giành được giải:
- Best Actor in a Lead Role (Nam) - Barun Sobti [6]

Tại People's Choice Awards India 2012 phim giành được giải: 
- Favorite TV Drama Actor[7] - Barun Sobti [8]
- Favorite Most Good Looking On-Screen Jodi (TV) – Barun Sobti and Sanaya Irani [8]

Tại Indian Television Academy Awards 2012 phim giành được giải:
- Best Actor Popular - Barun Sobti [9]
- Best Actress Popular - Sanaya Irani [9]

Tại Indian Telly Awards 2012 phim giành được giải:
- Indian Telly Award for Best Onscreen Couple - Barun Sobti and Sanaya Irani [11]